# ایون چومت
ایون چومت (انگلیسی: Yvon Chomet؛ زادهٔ ۲۰ اوت ۱۹۴۵) بازیکن فوتبال اهل فرانسه است.
از باشگاه‌هایی که در آن بازی کرده‌است می‌توان به باشگاه فوتبال موناکو اشاره کرد.